# Xã Victoria, Quận Custer, Nebraska
Xã Victoria (tiếng Anh: Victoria Township) là một xã thuộc quận Custer, tiểu bang Nebraska, Hoa Kỳ. Năm 2010, dân số của xã này là 372 người.